# Gilbert Edard
Gilbert Edard, né à Paris 17e le 24 octobre 1927 et mort à Paris 15e le 12 janvier 2003, est un comédien français.

## Filmographie
- 1950 : La Belle Image de Claude Heymann
- 1951 : Deux sous de violettes de Jean Anouilh
- 1953 : Le Chevalier de la nuit de Robert Darène : le docteur
- 1953 : Le Guérisseur de Yves Ciampi
- 1955 : Gas-oil de Gilles Grangier : le commissaire
- 1956 : Ah ! Quelle équipe de Roland Quignon
- 1956 : Bonjour Toubib de Louis Cuny
- 1958 : En votre âme et conscience :  L'Affaire de Villemomble de Claude Barma
- 1958 : Le Dos au mur d'Édouard Molinaro
- 1958 : Cette nuit-là de Maurice Cazeneuve : François
- 1958 : Les Cousins de Claude Chabrol
- 1959 : Le Signe du lion d'Éric Rohmer : Michel Caron
- 1959 : Les Jeux de l'amour de Philippe de Broca
- 1960 : Le Petit Soldat de Jean-Luc Godard
- 1962 : Les Dimanches de Ville d'Avray de Serge Bourguignon : le père
- 1963 : L'Eau qui dort (Les Cinq Dernières Minutes no 28) de Claude Loursais
- 1964 : L'Abonné de la ligne U de Yannick Andreï

## Théâtre
- 1947 : Un caprice d'Alfred de Musset, mise en scène André Reybaz, Centre dramatique de l'Est Colmar
- 1952 : La Grande Roue de Guillaume Hanoteau, mise en scène Roland Piétri, Théâtre Saint-Georges
- 1956 : Cécile ou l'École des pères de Jean Anouilh, mise en scène Roland Piétri, Théâtre des Célestins
- 1957 : La Visite de la vieille dame de Friedrich Dürrenmatt, mise en scène Jean-Pierre Grenier, Théâtre Marigny
- 1961 : L'Hurluberlu de Jean Anouilh, mise en scène Roland Piétri, Théâtre des Célestins